# Reign FC
A Reign FC egy amerikai női labdarúgóklub, amely az NWSL bajnokságában szerepel. A klub székhelye Seattle-ben található, hazai mérkőzéseiket a Lumen Fieldben játsszák.

## Története
A klubot 2012-ben Seattle Reign FC néven hozták létre. Történetük során kétszer sikerült a bajnokság alapszakaszát megnyerniük, azonban a rájátszásban mindkét alkalommal alulmaradtak.
2020. januárjában a francia OL Group 89,5%-os részesedést szerzett a klubnál és a többek között a lyoni férfi és női labdarúgócsapatot is üzemeltető Részvénytársaság OL Reign névre keresztelte át az együttest.

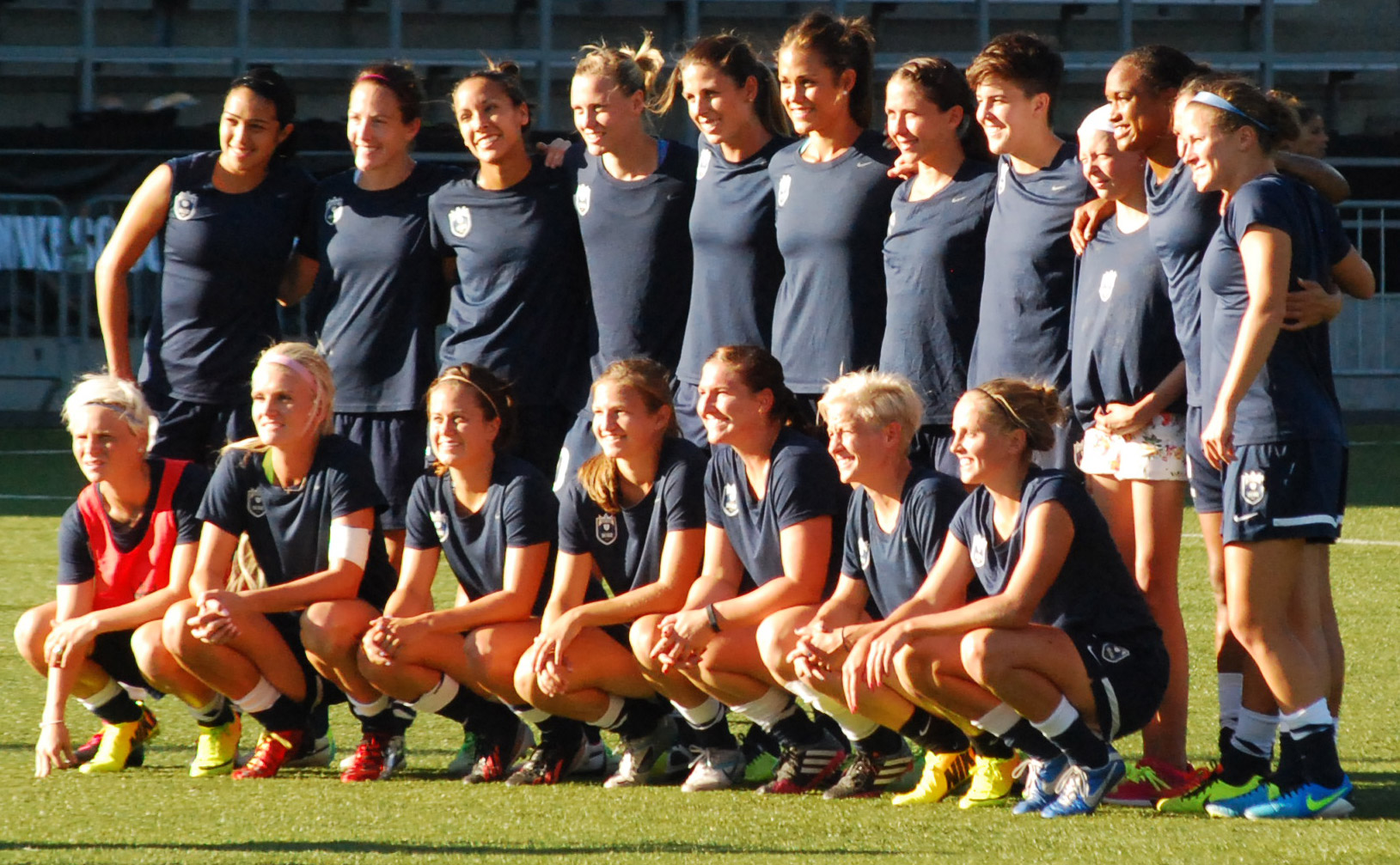
A Seattle Reign csapata 2013-ban.
Felső sor, balról: Renae Cuéllar, Liz Bogus, Jennifer Ruiz, Emily van Egmond, Emily Zurrer, Kate Deines, Kiersten Dallstream, Keelin Winters, Jessica McDonald, Christine Nairn.
Alsó sor, balról: Jessica Fishlock, Kaylyn Kyle, Lauren Barnes, Kristen Meier, Kristina Larsen, Megan Rapinoe, Elli Reed.

## Sikerlista
Észak-amerikai alapszakasz győztes: (3)
- NWSL Shield győztes (3): 2014, 2015, 2023

### Egyéb
- The Women's Cup (A női kupa) győztes (1): 2022

## Játékoskeret
2024. szeptember 13-től
| #  |     | Poszt | Név                            |
| -- | --- | ----- | ------------------------------ |
| 1  | USA | K     | Claudia Dickey                 |
| 18 | USA | K     | Laurel Ivory                   |
| 28 | USA | K     | Maia Pérez                     |
| 3  | USA | V     | Lauren Barnes (csapatkapitány) |
| 13 | USA | V     | Julia Lester                   |
| 21 | USA | V     | Phoebe McClernon               |
| 22 | USA | V     | Ryanne Brown                   |
| 25 | USA | V     | Shae Holmes                    |
| 31 | SWE | V     | Hanna Glas                     |
| 32 | USA | V     | Jordyn Bugg                    |
| 5  | CAN | KP    | Quinn                          |
| 6  | WAL | KP    | Angharad James-Turner          |
| 10 | WAL | KP    | Jessica Fischlock              |
| 12 | USA | KP    | Olivia Athens                  |

| #  |       | Poszt | Név                    |
| -- | ----- | ----- | ---------------------- |
| 16 | USA   | KP    | Jaelin Howekk          |
| 27 | USA   | KP    | Maddie Mercado         |
| 33 | USA   | KP    | Olivia Van der Jagt    |
| 46 | USA   | KP    | Ashlie McCammon        |
| 91 | KOR   | KP    | Csi Sojun              |
| 31 | NZL   | KP    | Rosie White            |
| 9  | CAN   | CS    | Jordyn Huitema         |
| 23 | USA   | CS    | Tziarra King           |
| 24 | USA   | CS    | Veronica Latsko        |
| 30 | Haiti | CS    | Nérilia Mondésir       |
| 34 | SUI   | CS    | Ana-Maria Crnogorčević |
| 47 | USA   | CS    | Emeri Adames           |

## Klub rekordok és korábbi híres játékosok

### Híres játékosok
| - Yael Averbuch - Maddie Bauer - Kiersten Dallstream - Kate Deines - Lindsey Elston - Kendall Fletcher - Amanda Frisbie - Adelaide Gay - Shea Groom - Haley Kopmeyer - Sydney Leroux - Merrit Mathias - Jessica McDonald - Christine Nairn - Megan Oyster - Carson Pickett - Morgan Proffitt - Sammy Jo Prudhomme - Elli Reed - Hope Solo - Christen Westphal - Keelin Winters - Beverly Yanez | - Emily van Egmond - Elise Kellond-Knight - Lydia Williams - Theresa Eslund - Katrine Veje - Elizabeth Addo - Manon Melis - Tiffany Cameron - Havana Solaun - Ucugi Rumi - Kaylyn Kyle - Adriana Leon - Emily Zurrer - Renae Cuéllar - Katie Johnson - Jennifer Ruiz - Teresa Noyola - Rachel Corsie - Kim Little - Mariah Bullock - Kennya Cordner - Rebekah Stott - Rosie White |